# Joseph Vernet

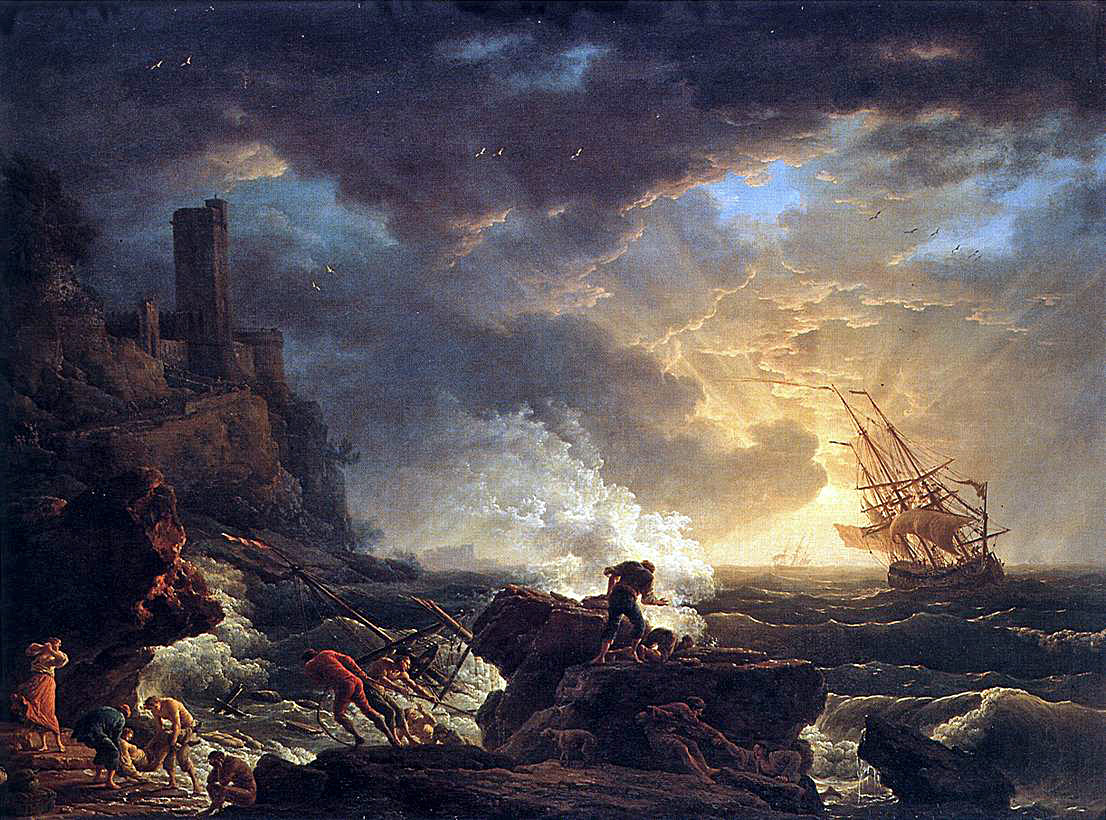
Joseph Vernet, Rozbicie statku na morzu (1759), Groeningemuseum Brugia

Claude Joseph Vernet (ur. 14 sierpnia 1714 w Awinionie, zm. 3 grudnia 1789 w Paryżu) – francuski marynista, pejzażysta i miedziorytnik okresu klasycyzmu.
Był synem i uczniem malarza Antoine’a Verneta (1689-1753). Od 1734 studiował w Rzymie w pracowniach Bernardino Fergioniego i Adriena Manglarda. W Rzymie prawdopodobnie spotkał też Giovanniego Paolo Panniniego. Do 1753 przebywał we Włoszech, malując weduty rzymskie, widoki z Tivoli oraz pejzaże morskie. Po powrocie do Francji został członkiem Królewskiej Akademii Malarstwa i Rzeźby W l. 1753-63 na zlecenie króla Francji Ludwika XV namalował cykl 24 obrazów przedstawiających porty francuskie.
Jego syn Antoine Charles Horace Vernet oraz wnuk Horace Vernet również byli malarzami.

## Wybrane dzieła
- Autoportret (1778) – Paryż, Luwr

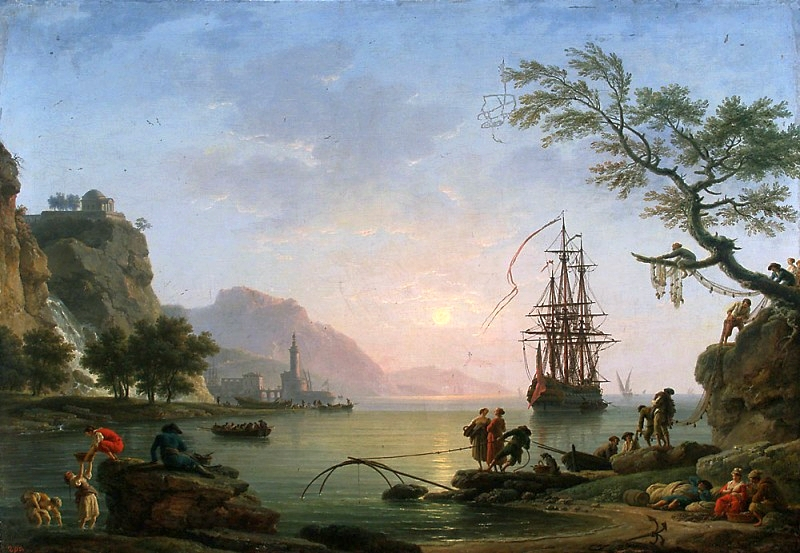
Joseph Vernet, Widok portu o poranku (Poranek) (1774), Muzeum Narodowe w Warszawie

- Brzeg morza (1776) – Londyn, National Gallery
- Burza (1766) – Monachium, Stara Pinakoteka
- Marina: Burza (1735-40) – Paryż, Luwr
- Most i Zamek św. Anioła w Rzymie (1745) – Paryż, Luwr
- Płonace miasto (1765) – Drezno, Gemaeldegalerie
- Ponte Rialto (1745) – Paryż, Luwr
- Poranek (1760) – Chicago, Art Institute
- Port w Tulonie (1756) – Paryż, Luwr
- Rozbicie statku na morzu (1759) – Brugia, Groeninge Museum
- Rzeka z rybakami (1751) – Londyn, National Gallery
- Skały na brzegu morza (1753) – St. Petersburg, Ermitaż
- Sztorm (2 poł. XVIII w.) - Muzeum Narodowe w Warszawie
- Wejście do portu w Marsylii (1754) – Paryż, Luwr
- Widok Arno (1747) – Cambridge, Fitzwilliam Museum
- Widok Neapolu (1748) – Paryż, Luwr
- Widok portu o poranku (Poranek) (1774) - Muzeum Narodowe w Warszawie
- Widok Sekwany w Nogent-sur-Seine (1764) – Paryż, Luwr
- Wschód słońca (1760) – Cambridge, Fitzwilliam Museum
- Zachód słońca (1760) – Cambridge, Fitzwilliam Museum